# Gemeinschaftliche Landes-Administrations-Kommission
Die Gemeinschaftliche Landes-Administrations-Kommission (amtlich: Kaiserlich-Königlich Österreichische und Königlich Baierische Gemeinschaftliche Landes-Administrations-Kommission) war eine provisorische Verwaltungsbehörde des Kaisertums Österreich und des Königreichs Bayern mit Sitz in Kreuznach zur gemeinschaftlichen Verwaltung der im Winterfeldzug 1814 im Rahmen der Befreiungskriege von Frankreich zurückeroberten linksrheinischen Gebiete südlich der Mosel. Sie löste hier das Generalgouvernement Mittelrhein ab. Auf dem Wiener Kongress war das Gebiet zunächst überwiegend Österreich zugesprochen worden, doch einigten sich Österreich und Bayern im Vertrag von München, dass die vormaligen Départements Donnersberg, Saar und Niederrhein an Bayern fallen sollten. Mit Inkrafttreten dieses Vertrages am 1. Mai 1816 wurde die Gemeinschaftliche Landes-Administrations-Kommission aufgelöst und die Verwaltung dem bayerischen Rheinkreis übertragen.

## Geschichte

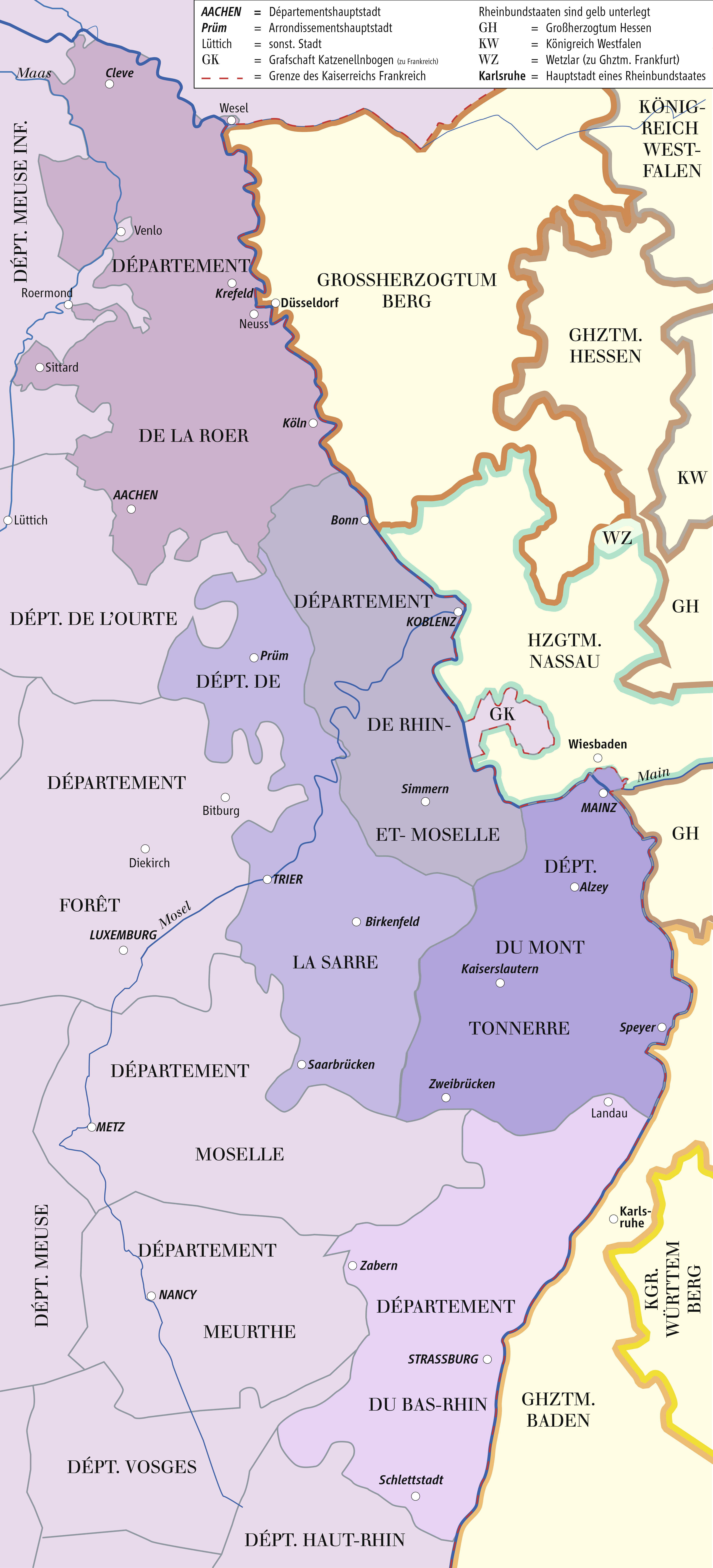
Die linksrheinischen Departements 1812

Vor der Eroberung der linksrheinischen Gebiete durch Frankreich 1794 im Rahmen der Koalitionskriege bestand die Pfalz aus rund vier Dutzend teilweise sehr kleinen weltlichen und geistlichen Territorien, von denen die Kurpfalz, das Herzogtum Zweibrücken und das Hochstift Speyer die bedeutendsten waren. Die Neuordnung durch Frankreich setzte dieser Zersplitterung ein Ende und schuf 1798 folgende Départements: Département du Mont-Tonnerre (Donnersberg), Département de la Sarre (Saar) und Département de Rhin-et-Moselle (Rhein-Mosel). Sie gehörten zunächst der Französischen Republik und ab 1804 dem Französischen Kaiserreich Napoleons an. Kaiser Franz II. musste diese Annexion 1801 im Frieden von Lunéville anerkennen. Die bisherige Feudalstruktur mit ihren Adelsprivilegien wurde abgeschafft, Kirchenbesitz als Nationaleigentum eingezogen und mit der Einführung des Code civil und Code pénal Rechtsgleichheit und öffentliche Gerichtsverfahren geschaffen. Zollschranken und Zunftregelungen wurden aufgehoben. Dem standen die durch die Koalitionskriege bedingten Lasten gegenüber. Einquartierungen, wirtschaftliche Einbußen infolge der Kontinentalsperre und vor allem die Wehrpflicht, die dafür sorgte, dass zahlreiche Pfälzer als Soldaten in der französischen Armee dienen und an den Feldzügen Napoleons teilnehmen mussten, sorgten für Unmut. Als sich durch die Befreiungskriege das Kriegsglück zu wenden begann, hofften viele daher auf eine Wende zum Besseren.
Nach der entscheidenden französischen Niederlage in der Völkerschlacht bei Leipzig im Oktober 1813 und der Auflösung des Rheinbunds zeichnete sich ab, dass der Krieg auch wieder auf linksrheinisches Gebiet getragen werden würde. In der Neujahrsnacht 1814 überschritten die Truppen der Alliierten unter Gebhard Blücher den Rhein bei Kaub und binnen weniger Tage drangen sie bis über die alte französische Grenze von 1792 vor. Da über die weitere territoriale Zugehörigkeit der zurückeroberten Gebiete erst auf einem gesamteuropäischen Kongress entschieden werden sollte, stellte sich die Frage der provisorischen Verwaltung dieser Gebiete bis zu einer endgültigen Regelung. Die drei genannten vormals französischen Départements wurden zunächst ab dem 2. Februar als Generalgouvernement Mittelrhein im Rahmen des Zentralverwaltungsdepartements von der neuen Besatzungsmacht verwaltet. Als Generalgouverneur wurde der preußische Geheime Staatsrat Justus Gruner eingesetzt, der von Trier, später von Koblenz und dann von Mainz aus regierte. Die bisherige Verwaltungsstruktur wurde im Wesentlichen übernommen, anstelle der französischen traten jedoch deutsche Bezeichnungen: Die Präfekten hießen nun Kommissäre, die Unterpräfekten Kreisdirektoren und die Maires Bürger- bzw. Oberbürgermeister.
Militärisch geschlagen, musste Napoleon im April 1814 abdanken und es wurde am 30. Mai der Erste Pariser Frieden geschlossen, der Frankreich unter der restaurierten Bourbonen-Dynastie die Grenzen von 1792 zugestand. Noch war keine Regelung über die Zugehörigkeit der Pfalz getroffen worden, doch sollte bei der provisorischen Verwaltung der linksrheinischen Gebiete nunmehr eine Aufteilung erfolgen, wonach das Gebiet nördlich der Mosel (zuzüglich der rechts der Mosel gelegenen Stadt Koblenz), das bereits seit Februar als Generalgouvernement Mittelrhein unter preußischer Verwaltung stand, nunmehr dem preußischen Generalgouvernement Nieder- und Mittelrhein mit Sitz in Aachen zugeordnet werden sollte und die Gebiete südlich der Mosel von Österreich und Bayern gemeinsam durch die Gemeinschaftliche Landes-Administrations-Kommission verwaltet werden sollten. Diese Regelung trat am 16. Juni 1814 in Kraft. Österreichische und bayerische Truppen, befehligt von General Frimont in Mainz bzw. Delamotte in Worms, lösten die preußischen ab. Geleitet wurde die Kommission auf österreichischer Seite von Hermann Freiherr von Heß und auf bayerischer Seite von Franz Xaver von Zwackh. Der Kommission gehörten außerdem die Österreicher Wilhelm von Droßdick, Peter Moritz Moser Ritter von Moshardt und Christoph Heinrich von Sonnleithner sowie die Bayern Georg von Knopp, Karl Freiherr von Stengel und Joseph Ludwig Graf von Armansperg an, sie war also paritätisch besetzt.

## Verwaltung

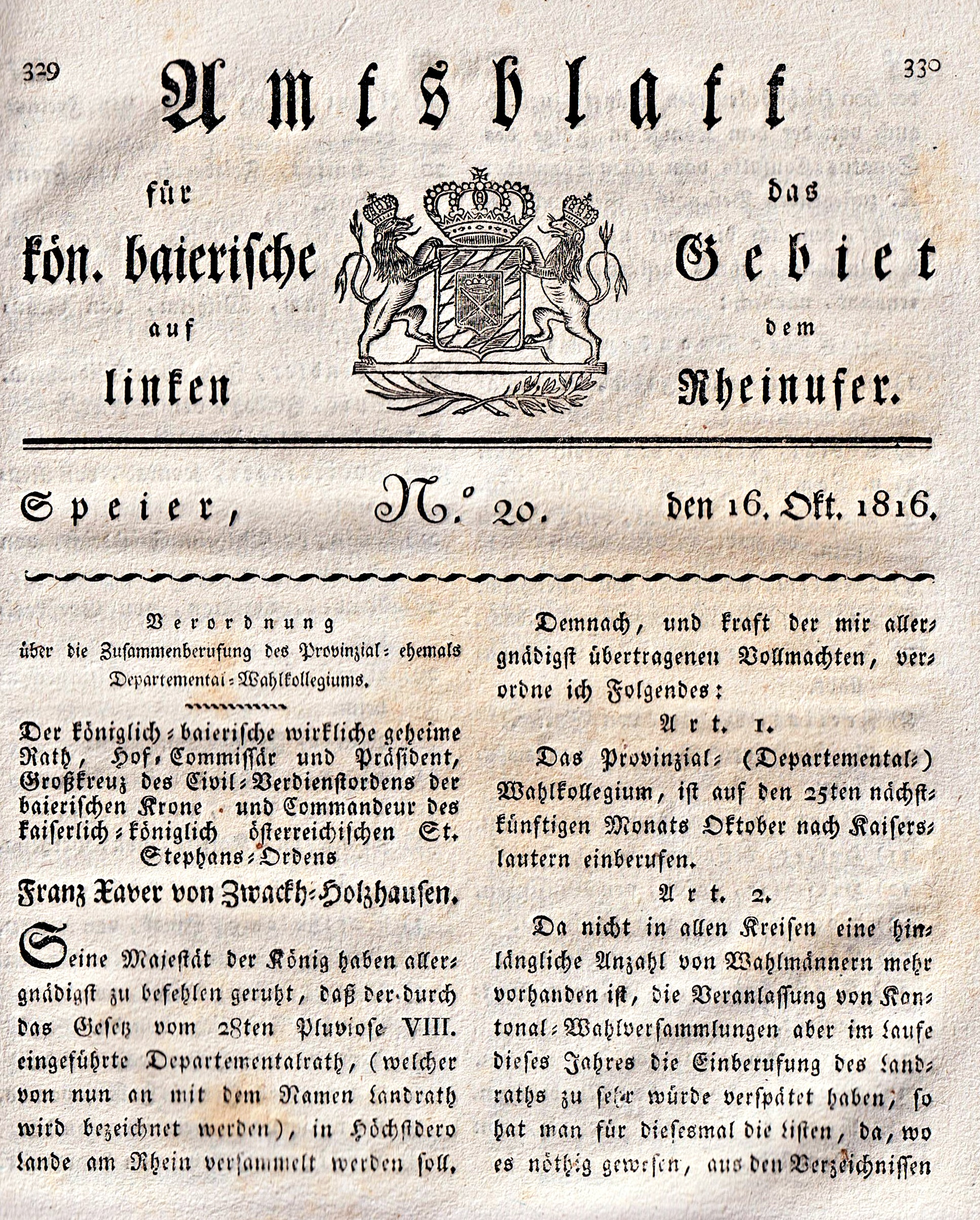
Königliche Verordnung vom 24. September 1816, über die Wiedereinberufung des ehemaligen französischen Departemental-Rats unter dem neuen Namen „Landrath“

An die Stelle der bisherigen Arrondissements (Unterpräfekturen) traten Kreisdirektionen unter Kreisdirektoren. Im bisherigen Département du Mont-Tonnere waren das die Arrondissements Mayence, Kayserslautern, Spire und Deux-Ponts, die nun von den Kreisdirektionen Mainz, Kaiserslautern, Speyer und Zweibrücken abgelöst wurden, denen eine neue Kreisdirektion Alzey hinzugefügt wurde. Im bisherigen Département de la Sarre gab es rechts der Mosel die Arrondissements Trèves, Birkenfeld und Sarrebruck, nunmehr organisiert als die Kreisdirektionen Trier, Birkenfeld, und Ottweiler. Auf dem Gebiet des bisherigen Départements de Rhin-et-Moselle bestanden rechts der Mosel die Arrondissements Coblence und Simmern, die jetzt von den Kreisdirektionen Koblenz und Simmern abgelöst wurden.
Zu den vordringlichsten Aufgaben gehörte die Bezahlung der ausstehenden Kriegsschulden, zu deren Liquidation eine Kommission aus Vertretern der einzelnen Kreise gebildet wurde. In Kreuznach wurde eine Generalkasse eingerichtet. Weitere Zentralbehörden entstanden für die Forstverwaltung, Wasser-, Weg- und Brückenbau, das Berg- und Hüttenwesen, die Salinen, das Zollwesen, den öffentlichen Unterricht und das Medizinalwesen. Mit Verordnung vom 29. September 1814 wurde eine administrative Justizkommission gebildet, als deren Appellationsinstanz die Landes-Administrations-Kommission fungierte. Eine Landes-Gendarmerie war für die Gewährleistung der öffentlichen Sicherheit zuständig. Da nunmehr das Deutsche als Amtssprache festgelegt wurde, mussten alle Amtsträger in Verwaltung und Justiz, die nur des Französischen mächtig waren, ihren Dienst quittieren. Der Code civil bestand als Rheinisches Recht weiter, ebenso der Code pénal, wobei lediglich einige den Kriegsumständen geschuldete besonders strenge Regelungen (Brandmarkung, Pranger, Konfiskationen) nunmehr gemildert wurden. Insgesamt galt damit ein im Vergleich zum übrigen Deutschland deutlich liberaleres Recht. Auch blieb die Grundherrschaft aufgehoben und die Gewerbefreiheit bestehen, ebenso die Trennung von Verwaltung und Justiz. Die Kommunale Selbstverwaltung wurde ebenfalls fortgeführt; an die Stelle der Mairien traten die Bürgermeistereien. Da die Gemeinschaftliche Landes-Administrations-Kommission aber als eine Art provisorische Besatzungsverwaltung gedacht war, fehlte es zunächst an einer übergeordneten Volksvertretung. Diese wurde erst im Rahmen der Verfassung des Königreichs Bayern von 1818 geschaffen, wobei Abgeordnete zu der aus zwei Kammern bestehenden Bayerische Ständeversammlung entsandt wurden.
Der von den Franzosen 1800 geschaffene Generalrat (Conseil général) des Départements Donnersberg blieb unter bayerischer Herrschaft erhalten und wurde neu belebt. König Maximilian I. Joseph verfügte am 24. September 1816 die neuerliche Einberufung dieses Generalrats, und zwar unter dem neuen Namen „Landrath“. Seine 20 Mitglieder, die der König jeweils für drei Jahre nominierte, entstammten den höheren Gesellschaftsschichten. Sie betrieben keine Interessenpolitik, sondern engagierten sich nachhaltig für das Gemeinwohl; erster Landraths-Präsident war Christian David Sturtz (1753–1834) aus Zweibrücken. Als Bezirksverband Pfalz existiert er bis heute. Nach seinem Vorbild entstanden 1828 in ganz Bayern gleichartige Gremien, die späteren bayerischen Bezirkstage.

## Ende des Kondominiums

Das Gebiet der Pfalz als bayerischer Kreis (um 1900)

Auf dem Wiener Kongress wurde schließlich geregelt, welchen Staaten das Gebiet zwischen Mosel und Rhein zugeschlagen werden sollte. Preußen wurde im Wesentlichen das Gebiet der vormaligen Départements Rhein-Mosel und Saar zugesprochen, wobei das Großherzogtum Oldenburg eine Exklave in Form des Fürstentums Birkenfeld, Hessen-Homburg die Herrschaft Meisenheim und Sachsen-Coburg-Saalfeld das Fürstentum Lichtenberg um Baumholder und St. Wendel erhielt. Das Großherzogtum Hessen bekam aus dem Département Donnersberg als Entschädigung für das an Preußen fallende Herzogtum Westfalen das Gebiet von Rheinhessen, das zum 8. Juli 1816 in Besitz genommen wurde. Die Pfalz sollte gemäß Artikel 51 des Hauptvertrages vom 9. Juni 1815 an Österreich fallen. Dazu sollte es aber nicht kommen, stattdessen konnte sich Bayern im Vertrag von München vom 14. April 1816 durchsetzen. Darin wurde nunmehr im Artikel 2 festgelegt, dass die von der Gemeinschaftlichen Landes-Administrations-Kommission verwalteten Gebiete sowie einige rechtsrheinische Gebiete an Bayern fallen sollten. Mit Inkrafttreten des Vertrages endete am 1. Mai 1816 das österreichisch-bayerische Kondominium in der Pfalz, die nun als Rheinkreis von Speyer aus als Teil des Königreichs Bayern verwaltet wurde. Da Baden in vorfranzösischer Zeit über Besitz in der Pfalz verfügte, machte das Großherzogtum Baden zunächst weiterhin Ansprüche auf die Pfalz geltend. Erst auf dem Aachener Kongress 1818 wurden diese Streitigkeiten endgültig geklärt und der Rhein bildete von nun an die anerkannte Grenze zwischen dem Großherzogtum Baden und der bayerischen Pfalz. Erster Regierungspräsident des bayerischen Rheinkreises wurde Franz Xaver von Zwackh, sodass insoweit eine personelle Kontinuität von der Gemeinschaftlichen Landes-Administrations-Kommission zur neuen bayerischen Verwaltung bestand.